# Siguang Ri
El Siguang Ri és una muntanya de Mahalangur Himal, una secció de la gran serralada de l'Himàlaia. Amb 7.309 msnm és la 83a muntanya més alta de la Terra. Té una prominència de 650 metres. El cim es troba al Tibet, a poc més de 6 quilòmetres al NNE del Cho Oyu. Destaquen dos cims secundaris, el Siguang Ri Shar (6.998 metres i una prominència de 398 metres) i el Siguang Ri Nord-oest (6.840 metres, una prominència de 340 metres).
La primera ascensió al Siguang Ri va tenir lloc el 21 d'abril de 1989 per una expedició japonesa (Takashi Okuda i Takashi Miki). La ruta de pujada conduïa per la carena oest fins al cim.